# 서창완
서창완(1997년 3월 14일~)은 대한민국의 근대5종 선수이다.

## 경력
1997년 전라남도 영암군 영암면 교동리에서 태어났다. 전남체육중학교 1학년 때 근대5종에 입문했다.
2017년에 대한민국 국가대표로 발탁되었으며 그 해 5월 폴란드 존쿠프에서 열린 월드컵에서 6위를 하면서 국제 대회에 데뷔했다. 같은 해 9월 일본 고텐바에서 열린 아시아 선수권 대회에 참가하여 9위에 올랐다.
2021년 6월 이집트 카이로에서 열린 2021년 세계 선수권 대회에 참가했다. 그는 개인전 8위에 올랐으며 김세희와 함께 출전한 혼성 릴레이에서 금메달을 획득했다. 이듬해인 2022년 6월 튀르키예 앙카라에서 열린 월드컵에서 대표팀 동료인 전웅태의 뒤를 이어 2위에 올랐다.
2023년 9월 항저우에서 열린 2022년 아시안 게임에서는 개인전 8위에 올랐다. 이듬해인 2024년 4월 앙카라에서 열린 월드컵에서 이집트의 무함마드 무타즈와 아흐마드 알진디를 누르고 첫 월드컵 개인전 금메달을 획득했다. 같은 해 6월 중국 정저우에서 열린 2024년 세계 선수권 대회에 참가했으며 대회 2관왕에 올랐다. 그는 전웅태와 함께 릴레이 금메달을 획득했고 김선우와 함께 출전한 혼성 릴레이에서 금메달을 획득했다. 또한 전웅태, 김성진와 함께 출전한 단체전에서는 헝가리팀의 뒤를 이어 은메달을 획득했고 개인전에서는 14위에 올랐다.